# Mende Gaby
Mende Gaby, eredetileg Mendel (Szászrégen, 1929. szeptember 29. – Marosvásárhely, 2021. január 25.) erdélyi magyar színésznő, Tompa Gábor anyja.

## Életpályája
Tizenhét éves volt, amikor Marosvásárhelyen Szabó Ernő kezdte felvételire felkészíteni, és szerepeket is kapott.  Nem végzett színművészeti főiskolát. 1948-ban szerződött a Székely Színházhoz, és az ötvenes évek közepétől kezdve számos főszerepet játszott. Szerepei között előkelő hölgyek, fölényes dámák, nagyasszonyok voltak, akiket  hitelesen elevenített meg. Mindvégig a marosvásárhelyi színház tagja maradt.

## Szerepei
- Ledér (Vörösmarty Mihály: Csongor és Tünde)
- Jelena Andrejevna (Csehov: Ványa bácsi)
- Mrs. Erlynne (Wilde: Lady Windermere legyezője)
- Fuchsné (Barta L.: Szerelem)
- Julia Filipovna (Gorkij: Nyaralók)
- Olivarez hercegnő (Schiller: Don Carlos)
- Dőry Mária (Mikszáth Kálmán: Különös házasság)
- Beatrix (Heltai Jenő: A néma levente)
- Paula (Örkény István: Macskajáték)
- Klára (Szabó Lajos: Hűség)
- Alceste (Molière: A mizantróp)